# Germán Osorio
Germán Jesús Osorio Ramírez (Santiago, Chile, 16 de mayo de 1974) es un exfutbolista chileno. Jugaba como  delantero.

## Trayectoria
Producto de las divisiones inferiores de Universidad de Chile, debutó profesionalmente durante la Copa Chile 1994 y anotó un gol contra Unión San Felipe.En la Primera División de Chile, también jugó para Deportes La Serena, Deportes Temuco y Coquimbo Unido.
En la Primera B de Chile, jugó  para Deportes Concepción, donde salió campeón de la divisional en 1994, Deportes Linaresy  Deportes Melipilla.
En el extranjero, tuvo pasos por el Real Zacatecas de México y PSIS Semarang de Indonesia.
Luego de su retiro del fútbol profesional, representó a la Selección de fútbol playa de Chile en la Clasificación de Conmebol para la Copa Mundial de Fútbol Playa FIFA 2009, teniendo como compañeros a exjugadores profesionales como Rodrigo Cuevas, Rodrigo Sanhueza, Cristian Olivares, Jorge Torres y Carlos Medina, siendo dirigidos por Miguel Ángel Gamboa.Anteriormente, formó parte del equipo de fútbol playa del SIFUP, junto a jugadores como Esteban Valencia, Ignacio Parra, Patricio Correa y Francisco Bozán.
Se tituló como entrenador de fútbol en el INAF el año 2009, junto a exjugadores como Dante Poli, José Luis Sierra, Pedro Reyes, entre otros.Luego, abrió la Escuela de Fútbol Lo Valledor, una escuela de fútbol que ayuda a los niños de los barrios cercanos al Mercado de Lo Valledor en la comuna de Pedro Aguirre Cerda en Santiago.

## Clubes
| Club                           | País      | Año       |
| ------------------------------ | --------- | --------- |
| Universidad de Chile           | Chile     | 1994-1996 |
| → Deportes Concepción (cedido) | Chile     | 1994      |
| → Deportes La Serena (cedido)  | Chile     | 1995      |
| Real Zacatecas                 | México    | 1996      |
| Deportes Temuco                | Chile     | 1997      |
| Deportes Linares               | Chile     | 1998      |
| Deportes Melipilla             | Chile     | 1999      |
| Coquimbo Unido                 | Chile     | 2000      |
| PSIS Semarang                  | Indonesia | 2003-2004 |

## Palmarés

### Campeonatos nacionales
| Título    | Club                | País  | Año  |
| --------- | ------------------- | ----- | ---- |
| Primera B | Deportes Concepción | Chile | 1994 |